# G-20
G-20 ili engl. Group of Twenty (G-20) Finance Ministers and Central Bank Governors (hrv. Skupina od dvadeset ministara financija i guvernera središnjih banaka) je neformalni forum koji okuplja ministre financija i guvernere središnjih banaka 20 ekonomija: 19 (od 25) najrazvijenijih nacionalnih ekonomija i Europsku uniju kao posebnu cjelinu. 
Mandat G-20 je promidžba otvorene i konstruktivne rasprave među razvijenim zemljama i zemljama čije je tržište u nastajanju (engl. emerging-markets countries) o ključnim temama vezanim za globalnu ekonomsku stabilnost. Doprinoseći jačanju međunarodnih financijskih struktura i pružajući priliku za dijalog nacionalnim politikama, međunarodnoj suradnji i međunarodnim financijski institucijama, G-20 pomaže podržati rast i razvoj u čitavom svijetu.
Prvi sastanak G-20 je održan u Berlinu od 15. – 16. prosinca 1999.g. 
Države članice G-20 su (2008.): Argentina, Australija, Brazil, Kanada, Kina, Francuska, Njemačka, Indija, Indonezija, Italija, Japan, Meksiko, Rusija, Saudijska Arabija, Južnoafrička Republika, Južna Koreja, Turska, Ujedinjeno Kraljevstvo, SAD. 20. članica je Europska unija, koju predstavlja predstavnik države koja u vrijeme sastanka predsjeda Vijećem i Europska središnja banka. 
Uz države članice sastancima G-20 prisustvuju visoki dužnosnici organizacija kao što su: Međunarodni monetarni fond (MMF), Svjetska banka, engl. International Monetary and Financial Committee, engl. Development Committee of the IMF and World Bank.
Zajedno 2008., države G-20 čine 90% svjetskog BDP-a, 80% svjetske trgovine i dvije trećine stanovništva svijeta.

## Vanjske poveznice
- Službene internet stranice G-20 - Página oficial del G-20 (šp.) (engl.)